# Acrolophia cochlearis
Acrolophia cochlearis är en orkidéart som först beskrevs av John Lindley, och fick sitt nu gällande namn av Rudolf Schlechter och Harry Bolus. Acrolophia cochlearis ingår i släktet Acrolophia och familjen orkidéer. Inga underarter finns listade i Catalogue of Life.